# 港東下里
港東下里，是台灣南部自清治時期至日治初期的一個行政區劃，其範圍包括今屏東縣的枋寮鄉全部及佳冬鄉南端一小塊地區。
港東下里北邊為港東中里，東邊為蕃地，南邊為嘉禾里，西邊瀕臨台灣海峽。

## 管轄街庄
港東下里共轄9個庄：
- 今枋寮鄉境內：枋藔庄、內藔庄、新開庄、水底藔庄、番仔崙庄、北旗尾庄、大庄、大響營庄
- 今佳冬鄉境內：下埔頭庄